# 魯特斯集團

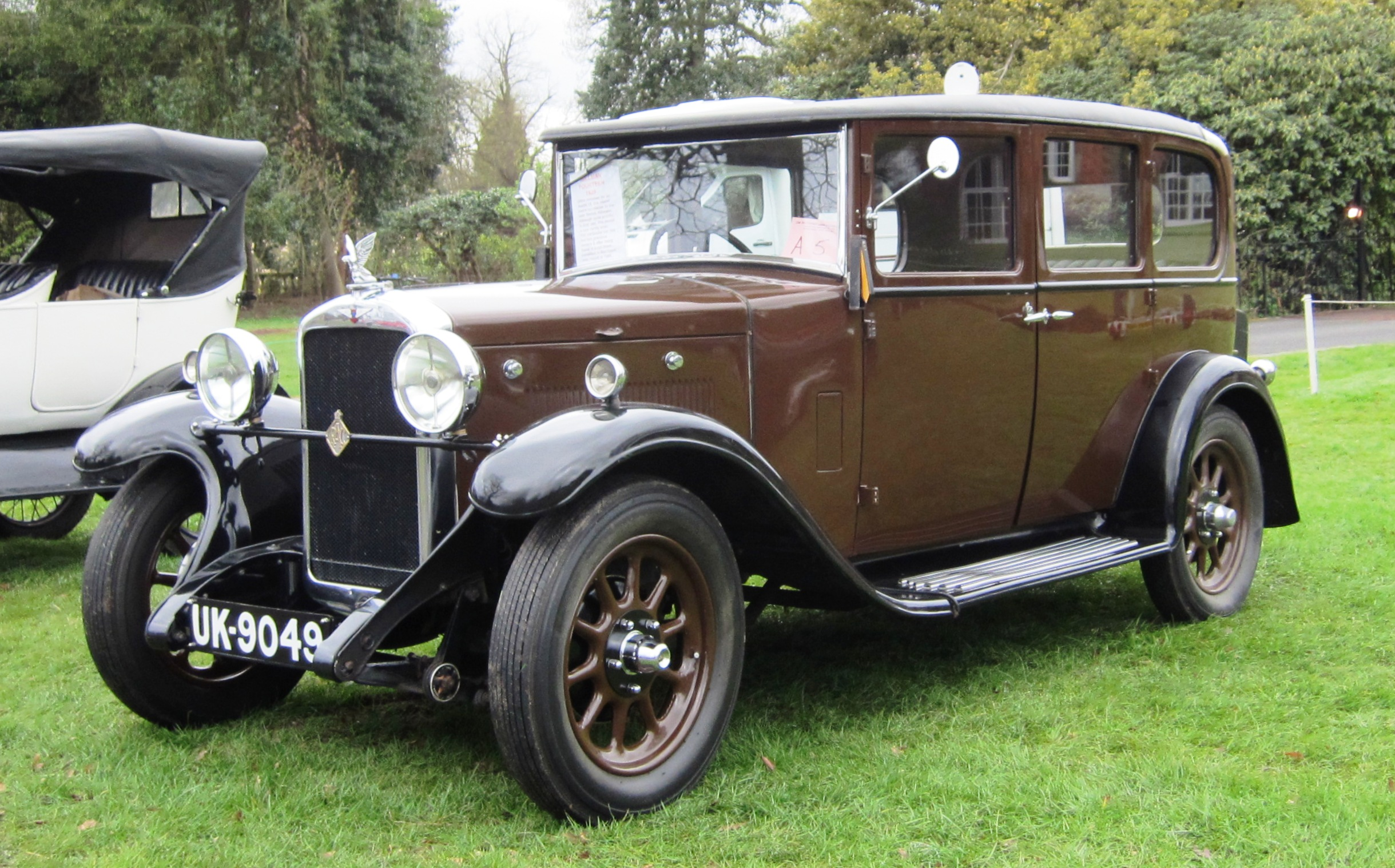
一輛1930年的魯特斯集團汽車

魯特斯集團（Rootes Group）是英國的一家汽車公司。該公司由魯特斯兄弟創建於1928年。魯特斯兄弟最初經營汽車銷售業務，但熱衷於進入汽車製造業以掌控產品。二戰期間該公司曾生產軍用產品。自1964年開始，魯特斯集團開始被克萊斯勒公司收購。